# Palaiochóri (ort i Grekland, Epirus, Nomós Ártas)
Palaiochóri är en ort i Grekland.   Den ligger i prefekturen Nomós Ártas och regionen Epirus, i den centrala delen av landet, 260 km nordväst om huvudstaden Aten. Palaiochóri ligger 869 meter över havet och antalet invånare är 133.
Terrängen runt Palaiochóri är bergig norrut, men söderut är den kuperad. Terrängen runt Palaiochóri sluttar söderut. Runt Palaiochóri är det glesbefolkat, med 13 invånare per kvadratkilometer. Närmaste större samhälle är Voulgaréli, 4,9 km väster om Palaiochóri. I omgivningarna runt Palaiochóri växer i huvudsak blandskog.